# POLR2I
 Субъединица RPB9 ДНК-зависимой РНК-полимеразы II  — фермент, кодируемый у человека геном  POLR2I.
Этот ген кодирует субъединицу РНК-полимеразы II, ответственной за синтез РНК у эукариот. Это субъединица, в сочетании с двумя другими субъединицами полимеразы, образует связывающий домен ДНК-полимеразы, желобок, в котором матричная ДНК транскрибируется в РНК. Продукт этого гена имеет два мотива  цинкового пальца  с консервированными цистеинами и эта субъединица действительно обладает цинк связывающей активностью.